# HTR1F
HTR1F (англ. 5-hydroxytryptamine receptor 1F) – білок, який кодується однойменним геном, розташованим у людей на короткому плечі 3-ї хромосоми.  Довжина поліпептидного ланцюга білка становить 366 амінокислот, а молекулярна маса — 41 709.
| 10         |  | 20         |  | 30         |  | 40         |  | 50         |
| ---------- |  | ---------- |  | ---------- |  | ---------- |  | ---------- |
| MDFLNSSDQN |  | LTSEELLNRM |  | PSKILVSLTL |  | SGLALMTTTI |  | NSLVIAAIIV |
| TRKLHHPANY |  | LICSLAVTDF |  | LVAVLVMPFS |  | IVYIVRESWI |  | MGQVVCDIWL |
| SVDITCCTCS |  | ILHLSAIALD |  | RYRAITDAVE |  | YARKRTPKHA |  | GIMITIVWII |
| SVFISMPPLF |  | WRHQGTSRDD |  | ECIIKHDHIV |  | STIYSTFGAF |  | YIPLALILIL |
| YYKIYRAAKT |  | LYHKRQASRI |  | AKEEVNGQVL |  | LESGEKSTKS |  | VSTSYVLEKS |
| LSDPSTDFDK |  | IHSTVRSLRS |  | EFKHEKSWRR |  | QKISGTRERK |  | AATTLGLILG |
| AFVICWLPFF |  | VKELVVNVCD |  | KCKISEEMSN |  | FLAWLGYLNS |  | LINPLIYTIF |
| NEDFKKAFQK |  | LVRCRC     |  |            |  |            |  |            |

A: Аланін

C: Цистеїн

D: Аспарагінова кислота

E: Глутамінова кислота

F: Фенілаланін

G: Гліцин

H: Гістидин

I: Ізолейцин

K: Лізин

L: Лейцин

M: Метіонін

N: Аспарагін

P: Пролін

Q: Глутамін

R: Аргінін

S: Серин

T: Треонін

V: Валін

W: Триптофан

Кодований геном білок за функціями належить до рецепторів, g-білокспряжених рецепторів, білків внутрішньоклітинного сигналінгу. 
Локалізований у клітинній мембрані, мембрані.